# Historia del movimiento socialista en Estados Unidos

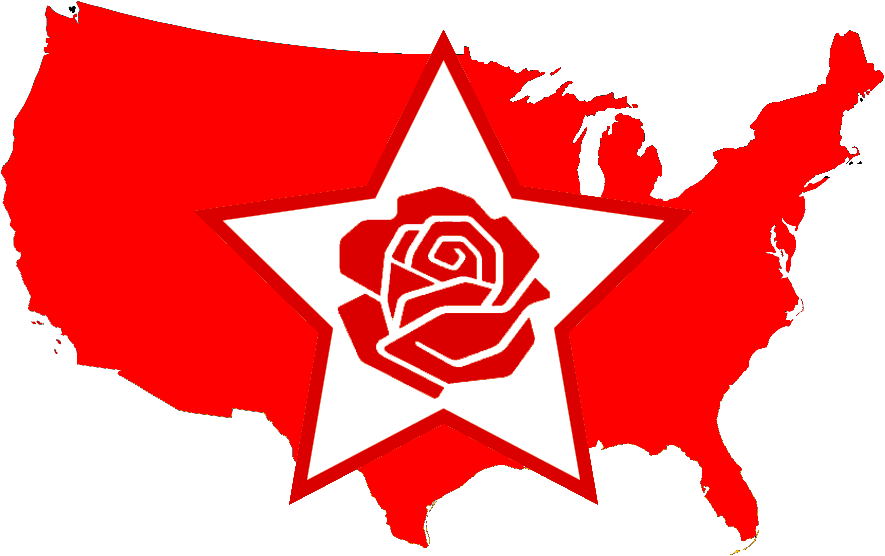
América socialista

La historia del movimiento socialista en Estados Unidos abarca una variedad de organizaciones, incluidas las anarquistas, las comunistas, las partidarias del socialismo democrático, las marxistas, las marxista-leninistas, las trotskistas y las partidarias del socialismo utópico.
Puede decirse que los primeros socialistas de Estados Unidos fueron los que, desde principios del siglo XIX, organizaron comunidades intencionales de carácter religioso, como los Shakers Creyentes, o de carácter laico, inspiradas en las ideas de los socialistas utópicos Josiah Warren, Robert Owen y Charles Fourier.
En 1877, Activistas laboristas, generalmente inmigrantes judíos, alemanes o finlandeses, fundaron el Partido Socialista Laborista de América.
En 1901, se fundó el Partido Socialista de América se estableció en 1901. En esa época, el anarquismo también cobró prominencia en todo el país.
Socialistas de diferentes tendencias participaron en las primeras organizaciones y luchas laborales estadounidenses. Estos alcanzaron un punto culminante en el Masacre de Haymarket en Chicago, que dio origen a la institución del Día Internacional de los Trabajadores como feriado laboral en muchos países del mundo y convirtió la jornada de ocho horas en un objetivo mundial para las organizaciones de trabajadores y los partidos socialistas de todo el mundo.
La oposición de los socialistas estadounidenses a la entrada de Estados Unidos en la Primera Guerra Mundial fue generalizada. En ese momento, Eugene V. Debs, era el principal líder de los socialistas americanos. Esta oposición provocó la represión del Gobierno, conocida colectivamente como el Primer Terror Rojo.
En la década de 1920, el Partido Socialista de América entró en declive, pero, no obstante, el partido a menudo postuló a Norman Thomas para presidente.
En la década de 1930, el Partido Comunista de los Estados Unidos tomó importancia en las luchas laborales y raciales mientras sufría una escisión que convergía en el trotskista Partido Socialista de los Trabajadores.
En la década de 1950, el socialismo se vio afectado por el macartismo y en la década de 1960 fue revivido por la radicalización general provocada por la Nueva Izquierda y otras luchas y revueltas sociales. En la década de 1960, Michael Harrington y otros socialistas fueron llamados a ayudar a la administración Kennedy y luego a la guerra contra la pobreza y la gran sociedad de la administración Johnson, mientras que los socialistas también desempeñaron papeles importantes en el movimiento de derechos civiles.
En los Estados Unidos, a diferencia de Europa Occidental, Australia y Nueva Zelanda], nunca existió un partido socialista importante y el movimiento socialista en los Estados Unidos era relativamente débil en comparación con otros países desarrollados. En Estados Unidos, el socialismo puede ser estigmatizado porque comúnmente se lo asocia con el socialismo autoritario, la Unión Soviética y otros regímenes autoritarios marxista-leninistas.
Escribiendo para The Economist, Samuel Jackson argumentó que el socialismo ha sido utilizado como un término peyorativo, sin una definición clara, por conservadores y libertarios de derecha para manchar las políticas, propuestas y figuras públicas liberales y progresistas.
El término socialización se ha utilizado erróneamente para referirse a cualquier industria o servicio operado por el estado o el gobierno (el término adecuado para ello es municipalización o estatización). El término también se ha utilizado para referirse a cualquier programa financiado con impuestos, ya sea de gestión privada o gubernamental. El término socialismo se ha utilizado para argumentar contra el intervencionismo económico, la Corporación Federal de Seguro de Depósitos, el Medicare, el New Deal, la Seguridad Social y atención sanitaria universal de pagador único, entre otros. 
Milwaukee, la ciudad más poblada del estado de Wisconsin, destaca por haber tenido varios alcaldes socialistas como Emil Seidel, Daniel Hoan y Frank Zeidler. En las elecciones presidenciales de 1920, el candidato presidencial del Partido Socialista, Eugene V. Debs, obtuvo casi un millón de votos.
En las primarias presidenciales del Partido Demócrata de 2016, el autoproclamado socialista democrático Bernie Sanders obtuvo 13 millones de votos, obteniendo un considerable apoyo popular, particularmente entre la generación más joven y la clase trabajadora.   Una encuesta de septiembre de 2022 informó que el 36% de los adultos estadounidenses tenía una visión positiva del socialismo y el 57% tenía una visión positiva del capitalismo.